# Куп победника купова у фудбалу 1974/75.
Куп победника купова 1974/1975. је било петнаесто издање клупског фудбалског такмичења које је организовала УЕФА.
Такмичење је трајало од септембра 1974. до 14. маја 1975. године. Динамо Кијев је у финалу био успешнији од Ференцвароша и освојио први трофеј Купа победника купова. Финална утакмица одиграна је на стадиону Сент Јакоб у Базелу. Најбољи стрелац такмичења био је нападач ПСВ-а Вили ван дер Кејлен са 8 постигнутих голова.

## Резултати

### Први круг
| Меч | Клуб               | Држава          | укупан рез.     | Држава          | Клуб                   | 1. утак. | 2. утак.    |
| --- | ------------------ | --------------- | --------------- | --------------- | ---------------------- | -------- | ----------- |
| 1   | Данди јунајтед     | Шкотска         | 3:2             | Румунија        | Џул Петрошани          | 3:0      | 0:2         |
| 2   | Бурсаспор          | Турска          | 1:2             | Ирска           | Фин Харпс              | 4:2      | 0:0         |
| 3   | Ајнтрахт Франкфурт | Западна Немачка | 5:2             | Француска       | Монако                 | 3:0      | 2:2         |
| 4   | Динамо Кијев       | СССР            | 2:0             | Бугарска        | ЦСКА Софија            | 1:0      | 1:0         |
| 5   | Гвардиа Варшава    | Пољска          | 3:3 5:3 ( пен.) | Италија         | Болоња                 | 2:1      | 1:2         |
| 6   | ПСВ                | Холандија       | 14:1            | Северна Ирска   | Ардс                   | 10:0     | 4:1         |
| 7   | Слваија Праг       | Чехословачка    | 1:1 2:3 ( пен.) | Источна Немачка | Карл Цајс Јена         | 1:0      | 0:1         |
| 8   | Бенфика            | Португалија     | 8:1             | Данска          | Ванлесе                | 4:0      | 4:1         |
| 9   | Малме              | Шведска         | 1:1 5:4 ( пен.) | Швајцарска      | Сион                   | 1:0      | 0:1         |
| 10  | ПАОК               | Грчка           | 1:2             | СФРЈ            | Црвена звезда          | 1:0      | 0:2(п.с.н.) |
| 11  | Слијема вондерерси | Малта           | 3:4             | Финска          | Лахти                  | 2:0      | 1:4         |
| 12  | Ливерпул           | Енглеска        | 12:0            | Норвешка        | Стремсгодсет           | 11:0     | 1:0         |
| 13  | Ференцварош        | Мађарска        | 6:1             | Велс            | Кардиф Сити            | 2:0      | 4:1         |
| 14  | Фрам               | Исланд          | 0:8             | Шпанија         | Реал Мадрид            | 0:2      | 0:6         |
| 15  | Авенир Беген       | Луксембург      | -1              | Кипар           | Еносис Неон Паралимини | -        | -           |
| 16  | Варегем            | Белгија         | 3:5             | Аустрија        | Аустрија Беч           | 2:1      | 1:4         |

Напомене:

1: ФК Еносис Неон Паралимини се повукао из такмичења због политичке ситуације на Кипру.

### Други круг
| Меч | Клуб               | Држава          | укупан рез.  | Држава      | Клуб          | 1. утак. | 2. утак. |
| --- | ------------------ | --------------- | ------------ | ----------- | ------------- | -------- | -------- |
| 1   | Данди јунајтед     | Шкотска         | 0:1          | Турска      | Бурсаспор     | 0:0      | 0:1      |
| 2   | Гвардиа Варшава    | Пољска          | 1:8          | Холандија   | ПСВ           | 1:5      | 0:3      |
| 3   | Карл Цајс Јена     | Источна Немачка | 1:1( п.г.г.) | Португалија | Бенфика       | 1:1      | 0:0      |
| 4   | Малме              | Шведска         | 3:1          | Финска      | Лахти         | 3:1      | 0:0      |
| 5   | Ливерпул           | Енглеска        | 1:1( п.г.г.) | Мађарска    | Ференцварош   | 1:1      | 0:0      |
| 6   | Реал Мадрид        | Шпанија         | 5:2          | Аустрија    | Аустрија Беч  | 3:3      | 0:4      |
| 7   | Авенир Беген       | Луксембург      | 2:11         | СФРЈ        | Црвена звезда | 1:6      | 1:5      |
| 8   | Ајнтрахт Франкфурт | Западна Немачка | 3:5          | СССР        | Динамо Кијев  | 2:3      | 1:2      |

### Четвртфинале
| Меч | Клуб        | Држава    | укупан рез.     | Држава          | Клуб          | 1. утак. | 2. утак. |
| --- | ----------- | --------- | --------------- | --------------- | ------------- | -------- | -------- |
| 1   | Бурсаспор   | Турска    | 0:3             | Совјетски Савез | Динамо Кијев  | 0:1      | 0:2      |
| 2   | ПСВ         | Холандија | 2:1             | Португалија     | Бенфика       | 0:0      | 2:1      |
| 3   | Малме       | Шведска   | 2:4             | Мађарска        | Ференцварош   | 1:3      | 1:1      |
| 4   | Реал Мадрид | Шпанија   | 2:2 5:6 ( пен.) | СФРЈ            | Црвена звезда | 2:0      | 0:2      |

### Полуфинале
| Меч | Клуб         | Држава   | укупан рез. | Држава    | Клуб          | 1. утак. | 2. утак. |
| --- | ------------ | -------- | ----------- | --------- | ------------- | -------- | -------- |
| 1   | Динамо Кијев | СССР     | 3:0         | Холандија | ПСВ           | 3:0      | 1:2      |
| 2   | Ференцварош  | Мађарска | 4:3         | СФРЈ      | Црвена звезда | 2:1      | 2:2      |

### Финале
| Меч | Клуб         | Држава | укупан рез. | Држава   | Клуб        |
| --- | ------------ | ------ | ----------- | -------- | ----------- |
| 1   | Динамо Кијев | СССР   | 3:0         | Мађарска | Ференцварош |

| Освајач Купа победника купова у фудбалу 1974/75. |
| ------------------------------------------------ |
| Динамо Кијев 1. Титула                           |